# Come Away with Me
Come Away with Me är musikern Norah Jones debutalbum, utgivet i februari 2002 på skivbolaget Blue Note Records. Albumet blev med sin jazzblandade popmusik en stor succé, det sålde ca 20 miljoner exemplar världen över och gav Jones fem Grammys, bland annat för årets album.

## Låtlista
1. Don't Know Why (Jesse Harris) – 3:06
2. Seven Years (Lee Alexander) – 2:25
3. Cold, Cold Heart (Hank Williams) – 3:38
4. Feelin' the Same Way (Lee Alexander) – 2:57
5. Come Away with Me (Norah Jones) – 3:18
6. Shoot the Moon (Jesse Harris) – 3:56
7. Turn Me On (John D. Loudermilk) – 2:34
8. Lonestar (Lee Alexander) – 3:06
9. I've Got to See You Again (Jesse Harris) – 4:13
10. Painter Song (Lee Alexander/J.C. Hopkins) – 2:42
11. One Flight Down (Jesse Harris) – 3:05
12. Nightingale (Norah Jones) – 4:12
13. The Long Day Is Over (Jesse Harris/Norah Jones) – 2:44
14. The Nearness of You (Hoagy Carmichael/Ned Washington) – 3:07

## Medverkande
- Norah Jones – sång, piano, elpiano
- Lee Alexander – bas
- Brian Blade – trummor, slagverk
- Kevin Breit – akustisk gitarr, elgitarr, national steel guitar
- Rob Burger – dragspel, pumporgel
- Bill Frisell – elgitarr
- Jesse Harris – akustisk gitarr, elgitarr
- Adam Levy – akustisk gitarr, elgitarr
- Dan Rieser – trummor
- Adam Rogers – gitarr
- Jenny Scheinman – fiol
- Tony Scherr – akustisk gitarr, slidegitarr
- Kenny Wollesen – trummor
- Sam Yahel – hammondorgel

## Listplaceringar i Norden
| Lista (2002–12) | Topplacering |
| --------------- | ------------ |
| Sverige         | 1            |
| Norge           | 4            |
| Danmark         | 1            |
| Finland         | 1            |